# Sanchinarro
Sanchinarro est un quartier de Madrid, en Espagne. Le quartier a une superficie de plus de 400 ha et a été construit au début des années 2000. Il a pour particularité d'être limité sur tous ses côtés par la M-40, M-11 et l'A-1.